# Красный мост (граница)
Красный мост (азерб. Qırmızı Körpü, груз. წითელი ხიდი, Tsiteli Khidi) — мост через реку Храми в нейтральной приграничной полосе между Грузией и Азербайджаном. Находится на дороге между Тбилиси и Гянджой. Ценный памятник средневековой архитектуры XVII века. Мост использовался до 1998 года, когда в рамках программы TRACECA был построен новый, гораздо более широкий мост.

## Название
Наименование Красный было дано русскими по цвету кирпича, из которого построен мост. По-азербайджански («по-татарски» согласно терминологии XIX века) мост назывался Сынех-керпи, по-грузински — Гaтехили-хиди и по-армянски — Котрвац камурдж, что означало Сломанный мост, то есть мост, построенный на месте прежде бывшего моста. В Азербайджане мост официально так и называется — «Sınıq-körpü», т. е. «Сломанный мост».

## История
Достоверно известно о существовании на этом месте моста уже в XII веке (остатки его опор видны немного ниже по течению реки). Существующий мост был построен в XVII веке во время правления грузинского царя Ростома. Техникой кладки кирпичных сводов и декоративной разработкой сводов внутренних помещений мост очень близок к иранским мостам несколько более раннего времени. В 1647 году мост был реконструирован.
Форма сводов моста в значительной мере определялась характером работ и стремлением к облегчению кружал. Для этого щековые части свода возводились в четыре кольца на лёгких кружалах, нужных лишь для кладки первого кольца, служившего затем опорой следующих. Средняя же часть поперечного сечения свода строилась без кружал. Для этого нижнее кольцо средней части клалось параллельно щеке свода из продольных рядов кирпича, постепенно прикреплявшихся к ней раствором. Поверх этого кольца остальные клались уже обычным способом.
В 1960-х годах на правобережном устое, расположенном на азербайджанском берегу реки, был построен ресторан «Дружба». Левобережный устой, расположенный с грузинской стороны, был надстроен местным совхозом и использовался как помещение для рабочих. В 1990-е годы рядом с мостом располагался большой рынок, управляемый азербайджанцами из грузинского города Марнеули и прилегающих к нему деревень и сёл. Рынок был закрыт весной 2006 года.
В 2001 году распоряжением Кабинета министров Азербайджанской Республики № 132 мост был включён в список охраняемых государством объектов и объявлен «архитектурным памятником истории и культуры мирового значения».

## Конструкция
Мост четырёхпролётный арочный. Схема разбивки на пролёты: 8,2+16,1+8+26,1 м. Арки сложены из кирпича, основание устоев и промежуточных опор облицовано тёсаным алгетским андезитом. Опоры моста имеют развитые выпускные пяты, сложенные из наклонных рядов кирпича без кружал, что сократило пролёты сводов. Общая длина моста составляет 175 м, ширина — 4,3 м в середине моста и 11,7 м при въездах.
Тимпаны моста облегчены устройством внутри надсводного строения трех продольных сводчатых галерей. По концам их на опорах устроено крытое помещение с выходящими на реку балконами, куда из галерей ведут лестницы. Эти помещения, вероятно, предназначались для сторожа или сборщика платы за проезд по мосту. Внутри устоев моста были устроены два караван-сарая. Площадь помещений, оборудованных каминами составляла около 300 кв. м. .